# Robert Sara
Robert Sara (ur. 9 czerwca 1946 w Oberlainsitz) – austriacki piłkarz występujący na pozycji obrońcy.

## Kariera klubowa
Sara karierę rozpoczynał w drużynie SV Donau. W 1964 roku trafił do Austrii Wiedeń. Spędził tam 16 lat. W tym czasie rozegrał tam 571 spotkań i zdobył 23 bramki. Z klubem zdobył także osiem mistrzostw Austrii (1969, 1970, 1976, 1978, 1979, 1980, 1981, 1984) oraz sześć Pucharów Austrii (1967, 1971, 1974, 1977, 1980, 1982). Potem grał w zespołach Favoritner oraz Wiener AF. W 1988 roku zakończył karierę. Po zakończeniu kariery Sara trenował Austrię Wiedeń.

## Kariera reprezentacyjna
W reprezentacji Austrii Sara zadebiutował 20 października 1965 roku w wygranym 3:2 towarzyskim meczu z Anglią. W 1978 roku został powołany do kadry na Mistrzostwa Świata. Zagrał na nich we wszystkich meczach swojej drużyny, z Hiszpanią (2:1), Szwecją (1:0), Brazylią (0:1), Holandią (1:5), Włochami (0:1) oraz RFN (3:2). Austria odpadła z tamtego turnieju po drugiej rundzie. W latach 1965–1980 w drużynie narodowej Sara rozegrał w sumie 55 spotkań i zdobył 3 bramki.